# 巴伦
巴伦（荷蘭語：Balen，荷蘭語發音：[ˈbaːlə(n)] ⓘ）是比利时弗拉芒大區安特衛普省蒂倫豪特區的一个市镇，东南两面与林堡省接壤，通行荷蘭語，是弗拉芒社群的一部分，面积72.88平方千米，人口22,813人（2020年1月1日）。